# Rhynchobatus springeri
Rhynchobatus springeri é uma espécie de peixe da família Rhynchobatidae. A espécie foi proposta em 1994 como "Rhynchobatus sp. nov. B", sendo descrita formalmente apenas em 2010.
Pode ser encontrada nos seguintes países: Indonésia, Malásia, Filipinas, Singapura e Tailândia, onde possui uma distribuição fragmentada. Os seus habitats naturais são: mar aberto, recifes de coral, águas estuarinas e lagoas costeiras de água salgada. Está ameaçada por perda de habitat. 